# Jos Janssen
Antonius Henricus Josephus (Jos) Janssen (Klerken, 12 november 1888 -  Antwerpen, 24 februari 1968) was een Belgisch douanebeambte en schrijver van toneelwerk.

## Levensloop
Jos Janssen was een zoon van de uit Lanklaar afkomstige Georges Hubert Janssen (1854-1942), die in Klerken achtereenvolgens rijkswachter, veldwachter, onderwijzer en gemeenteontvanger was, en van Herminie Degraer, dochter van de veldwachter van Klerken en de zus van kunstschilder Henri Degraer. Janssen liep middelbare school bij de Broeders Xaverianen in Brugge. 
Janssen kwam voor het eerst met het toneel in aanraking in Klerken, waar zijn vader een actieve speler was in de toneelkring Kunst en Vermaak. Hij trouwde zelf in 1891 met de Nederlandse Sabine Vos en ze kregen twee dochters.
Beroepshalve was Janssen inspecteur bij de douane op verschillende standplaatsen, onder meer in Weelde, Leisele, Sint-Niklaas, Zeebrugge, Rosendaal en Essen. Tijdens de Eerste Wereldoorlog vluchtte hij naar Nederland en verbleef in Arnhem. Na de oorlog werd hij benoemd in Adinkerke. Hij kwam er in contact met de lokale rederijkerskamer De Duinenkerels en hij speelde met hen toneel en regisseerde stukken, alvorens er zelf te beginnen schrijven.
Janssen was ook tekenaar en schilder, vooral aquarellist. Hij schilderde veel zichten uit zijn geboortestreek. Hij was ook een veelgevraagd voordrachtgever.
Tijdens de Tweede Wereldoorlog woonde hij in Blankenberge. Hij verleende er steun aan Winterhulp België en werd opgehemeld in Volk en Staat. Een en ander bezorgde hem wat moeilijkheden na de oorlog. Hij vestigde zich in Antwerpen, met regelmatige terugkeer naar Klerken. Hij overleed in Antwerpen en werd in Klerken begraven.
Janssen schreef 35 toneelstukken (blijspelen, historische drama's, jeugdtoneel, vertalingen), twee romans, gedichten, kortverhalen, toneel-kritische bijdragen.

## Literaire werken
Janssen schreef talrijke toneelstukken, in de eerste plaats voor de Duinenkerels.
- De wonderdokter (1927), met als hoofdfiguur 'Manten Boone', waarvoor de lokale bloemist Florent Braem model stond. Bij de opvoering in Adinkerke speelde Janssen de hoofdrol. Het werd vanaf 1929 regelmatig door de Koninklijke Nederlandse Schouwburg (KNS) opgevoerd. (Bekroond met de Staatsprijs voor toneelletterkunde in 1931.) Het werk veroverde blijvend alle amateurpodia. In 1936 werd het verfilmd door Jan Vanderheyden.
- De Meiman (1930), zangspel in drie bedrijven.
- De koning drinkt, met muziek door Emiel Hullebroeck (1930). In 1931 gecreëerd door de KNS.
- Een heldendorp (1932), een satire op de valse vaderlandsliefde.
- De notabelen van Kraaiennest (1936), naar August von Kotzebue, blijspel in vier bedrijven.
- De Wonderdokter, roman, Sint-Niklaas, Van Haver, 1937.
- De klucht van den braven moordenaar (1937) (verfilmd in 1955-56 door Jef Bruyninckx).
- Wij zijn een volk van dichters (1940), blijspel in drie bedrijven.
- De vetten en de mageren (1942), een verheerlijking van Pieter Breughel.
- Hendrickje Stoffels, historisch drama in vijf bedrijven (1942) (bekroond met de Staatsprijs voor toneelletterkunde in 1943). Gecreëerd in 1942 in de Antwerpse KNS.
- In 1942 werden door het Antwerps Jeugdtheater gecreëerd:
  - De kleine page, over Rubens' jeugdjaren.
  - De Kleine foerier, over Hendrik Consciences' eerste liefde.
  - Peter van de sluiswachter, over de jeugdjaren van Peter Benoit.
  - De kleine Hendrik, over het ontwakend schrijverschap bij Hendrik Conscience.
- Jane Eyre (1942), naar Charlotte Brontë, in vier bedrijven.
- Jacoba van Beieren (1947), historisch drama in vier bedrijven.
- De encyclopedist (1954), eenakter.
- In 1960 schreef hij kritisch-geestige werken over de evolutie in Congo:
  - Terug naar de bron.
  - President Dominique.
  - Vragen staat vrij.
- Discipelen van Mozes (1958), een blijspel over mensen in het onderwijs.
- Zijn schoonste overwinning, over de stichter van de Broeders Xaverianen, Theodoor Rijken.

Janssen schreef ook een monografie over zijn geboortedorp: Klerken in de goën ouden tijd, 1964.
Hij schreef ook onder het pseudoniem Jef Van Klerken.